# Przekopana (gromada)
Przekopana – dawna gromada, czyli najmniejsza jednostka podziału terytorialnego Polskiej Rzeczypospolitej Ludowej w latach 1954–1972.
Gromady, z gromadzkimi radami narodowymi (GRN) jako organami władzy najniższego stopnia na wsi, funkcjonowały od reformy reorganizującej administrację wiejską przeprowadzonej jesienią 1954 do momentu ich zniesienia z dniem 1 stycznia 1973, tym samym wypierając organizację gminną w latach 1954–1972.
Gromadę Przekopana z siedzibą GRN w Przekopanej (obecnie w granicach Przemyśla) utworzono – jako jedną z 8759 gromad na obszarze Polski – w powiecie przemyskim w woj. rzeszowskim na mocy uchwały nr 30/54 WRN w Rzeszowie z dnia 5 października 1954. W skład jednostki wszedł obszar dotychczasowej gromady Przekopana (bez przysiółka Przerwa) ze zniesionej gminy Przemyśl oraz obszary dotychczasowych gromad Hurko i Hureczko ze zniesionej gminy Medyka w tymże powiecie. Dla gromady ustalono 11 członków gromadzkiej rady narodowej.
31 grudnia 1961 z gromady Przekopana wyłączono wieś Przekopana, włączając ją do miasta na prawach powiatu Przemyśla w tymże województwie, po czym gromadę Przekopana zniesiono, włączając jej (pozostały) obszar do gromad Krówniki (wieś Hureczko) i Medyka (wieś Hurko) w powiecie przemyskim.